# Бокарди (Мантова)
Бокарди је насеље у Италији у округу Мантова, региону Ломбардија.
Према процени из 2011. у насељу је живело 84 становника. Насеље се налази на надморској висини од 49 м.